# ZB/SA 19

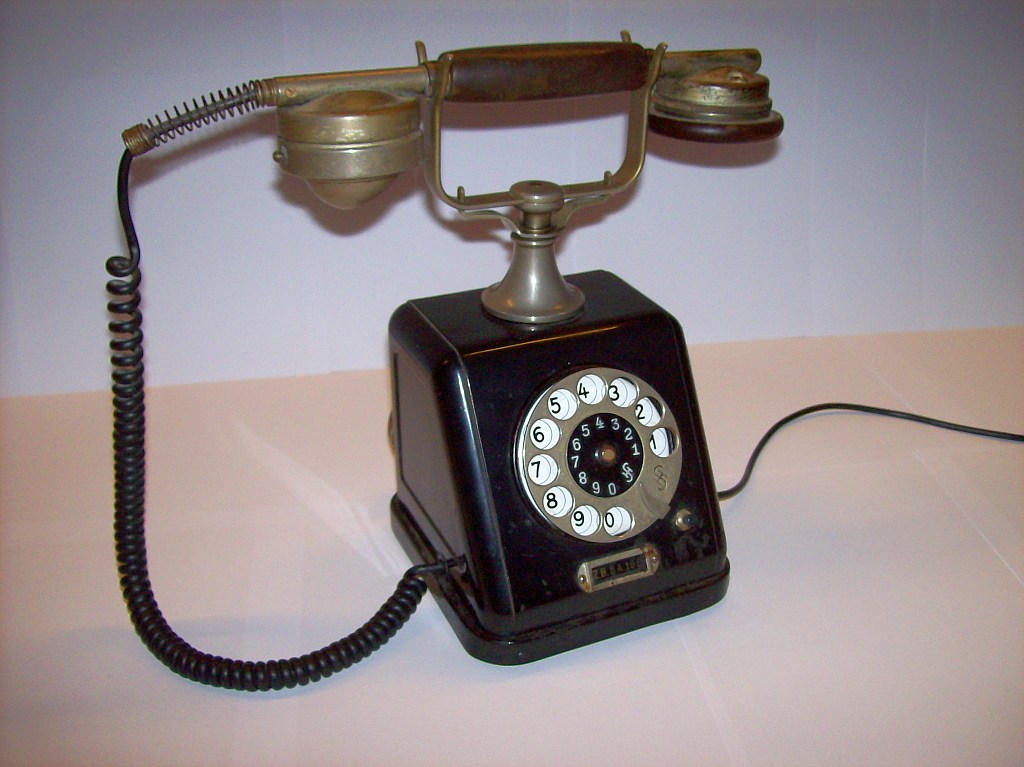
ZB/SA 19 mit Hygieneeinsprache von Siemens & Halske, Hörerschnur und Erdtaste nicht original

Der ZB/SA 19 (Zentralbatterie-Betrieb/Selbst-Anschluss), (Modell 1919, später W19), war der erste Standard-Tischfernsprecher der deutschen Reichs-Telegraphen-Verwaltung. Maßgebend für den Nachfolger ZB/SA 24, bereitete dieses Telefon den Weg zum Selbstanschluss, also dem Telefonieren ohne eine Handvermittlungsstelle. Vorgängermodell war der vor dem Ersten Weltkrieg eingeführte ZB/SA 11, einer der ersten Selbstanschluss-Telefonapparate nach dem Hildesheim Modell 1908 (M08).

## Allgemeines
Die Bezeichnung „ZB/SA“ besagt, dass der Apparat den Strom für sein Kohlemikrofon von einer Zentralbatterie (ZB) über das Telefonnetz bezog; im Gegensatz zu den Ortsbatterie (OB) -Geräten war keine Batterie beim Teilnehmer und kein Kurbeln zur Rufspannungserzeugung mehr nötig. Dank des Nummernschalters (Wählscheibe) war der Apparat für ein Selbstanschluss-Amt (SA), also für die automatische Gesprächsvermittlung geeignet. Der Teilnehmer musste nur die Rufnummer wählen und wurde automatisch mit seinem gewünschten Gesprächspartner verbunden, so wie es prinzipiell in der heutigen Zeit noch üblich ist. Der Selbstwählbetrieb in der Anfangszeit war nur im eigenen Ortsnetz möglich. Fernverbindungen mussten weiterhin von Hand vermittelt werden. Der Ausbau des Selbstwählnetzes in Deutschland zog sich bedingt durch Wirtschaftskrisen und Kriege lange hin. Die letzte handbetriebene Orts-Vermittlungsstelle in der Bundesrepublik Deutschland wurde 1966 außer Betrieb genommen.

## Erscheinungsbild
Die wichtigsten Merkmale eines ZB/SA 19 sind der erstmals runde Nummernschalter vom Typ M21b und die Trichtereinsprache (das sog. „Hörnchen“ aus Bakelit), welche sich im Alltagsgebrauch als sehr brüchig erwies und kaum ohne Risse oder abgeplatzte Stücke blieb. Des Weiteren hat der Apparat ein außenliegendes Läutwerk an der Gehäuserückseite und er lässt sich mittels eines Kipphebels auf der Unterseite ohne Werkzeug öffnen. Dazu muss zuerst die Gabel um 45 Grad gegen den Uhrzeigersinn gedreht werden, dann lässt sie sich nach oben abziehen. Ferner kann man nach Abnahme der Gehäusehaube den Nummernschalter durch das Lösen einer Rändelschraube nach vorne klappen. Alle Modellvarianten haben ein glänzend schwarz lackiertes Gehäuse aus tiefgezogenem Stahlblech, teilweise mit einem Logo auf dem Nummernschalter oder dem Gehäuse. Im aus vernickeltem Messing bestehenden Handapparat (Hörer) befindet sich der fest montierte Fernhörer, welcher aus zwei Spulen auf Eisenkern und einer dünnen Blechmembran besteht (magnetisches Prinzip). Am unteren Ende sitzt die Kohlemikrofonkapsel, die man schon auswechseln konnte. Die meisten Apparate sind mit dem Handapparat 05 (ZB 05) ausgestattet gewesen, welcher im Jahr 1905 zum OB05-Telefon konstruiert wurde. Daher war die Sprachqualität schon zu Beginn der Produktion fast 15 Jahre veraltet.
Spätere Exemplare (ca. ab 1924) erhielten dann den Hörer des ZB/SA 24, der eine überarbeitete, halbkugelförmige Einsprache aus vernickeltem Messing mit Löchern ohne Trichter besitzt (siehe Foto), auch wurden solche dann mit dem nachfolgenden Nummernschalter Typ N24 ausgestattet. Dieser hat eine Trägerplatte aus Zinkdruckguss und ist sehr massiv. Wenige Exemplare, die noch in den 1930er Jahren durch die RTV überarbeitet wurden (erkennbar an der Stempelung "W19"), haben den Nummernschalter vom Typ N30 im Gehäuse verbaut, der in großer Stückzahl im W28 zum Einsatz kam.

## Verarbeitung
Der Apparat zählt zu den Vorkriegstelefonen, die durch ihre aufwändige und zu dieser Zeit fortschrittliche Technik kaum erschwinglich waren. Man sah ihn auf Ämtern, Behörden und bei begüterten Geschäftsleuten. Es dauerte noch viele Jahre, bis ein Telefon in die Privathaushalte Einzug hielt. Die Verarbeitung des ZB/SA 19 ist so solide und langlebig, dass er auch nach mehreren Jahren in einem feuchten Keller noch bedingt funktionsfähig ist. Der Lack wurde eingebrannt, daher ist die Rostanfälligkeit des Gehäuses geringer.
Sämtliche Bauteile befinden sich auf der massiven Stahl-Bodenplatte und sind mit gebundenen Kabelbäumen frei verdrahtet.

## ZB/SA 19 heute
Der ZB/SA 19 ist heute ein Sammlerobjekt. Gut erhaltene Exemplare sind rar, die Kosten für solch ein Gerät belaufen sich i. d. R. auf ca. 250–400 €, die meisten Apparate sind restaurierungsbedürftig. Es gibt mehrere Varianten verschiedener Hersteller, auch sind Rückfrageapparate hergestellt worden, anders als beim ZB/SA 24 gibt es vom ZB/SA 19 keine Luxusversion mit Elfenbeingriff. Noch heute kann man damit telefonieren, sofern der Anschluss oder die Telefonanlage das traditionelle Impulswahlverfahren (IWV) beherrscht; ansonsten ist ein Konverter nötig. Allerdings ist die Sprach- und Hörqualität der alten Fernhörer/Kohlemikrofone schlecht.